# ثنائي كلورو الكربين
ثنائي كلورو الكربين هو مركب وسطي نشيط له الصيغة الكيميائية CCl2، وعلى الرغم من أنه لم يتم التمكن من عزله، إلا أنه أثبت وجوده في تفاعلات الكيمياء العضوية وذلك انطلاقاً من الكلوروفورم.

## التحضير
يحضر هذا المركب الوسطي من تفاعل الكلوروفورم مع قاعدة كيميائية قوية مثل ثالثي بوتوكسيد البوتاسيوم أو محلول مائي من هيدروكسيد الصوديوم المركز.
يؤدي استخدام حفاز انتقال الطور مثل ملح من أملاح الأمونيوم الرابعية إلى انتقال الهيدروكسيد إلى الطور العضوي:
HCCl3 + NaOH → CCl2 + NaCl + H2O
يمكن الحصول على ثنائي كلورو الكربين من تفاعل ثلاثي كلورو أسيتات الإيثيل مع ميثوكسيد الصوديوم.

## اقرأ أيضاً
- مركب وسطي نشيط